# Tarnak Farm-incident
Het Tarnak Farm-incident is een gebeurtenis waarbij vier Canadese soldaten het leven verloren en acht gewond raakten doordat een Amerikaanse F-16-piloot een bom dropte omdat hij dacht dat zijn vluchteenheid onder vuur werd genomen. De Canadezen hielden een nachtelijke oefening bij een Afghaans trainingskamp genaamd Tarnak Farms.

## Verloop
De Amerikaanse F-16 piloten majoor William Umbach en majoor Harry Schmidt keerden terug naar hun basis na een nachtelijke patrouille van tien uur. Op 7000 meter hoogte rapporteerden zij luchtafweervuur. In feite kwam dit vuur van een Canadese antitankeenheid die met machinegeweren oefenden op de voormalige schietbaan van de Taliban.
Majoor Harry Schmidt meende dat zijn wingman majoor William Umbach onder vuur lag. Hij vroeg toestemming aan het elektronische bewakingssysteem AWACS om met zijn 20 mm kanon te vuren op – wat hij zag als - het luchtdoelgeschut. Het systeem gaf aan dat hij niet moest vuren. Vier seconden na die order besloot hij toch uit zelfverdediging te vuren. Hij dropte een lasergestuurde bom op het doel. Hij gaf aan "te hopen het juiste te hebben gedaan". Minuten later gaf AWACS aan dat het om bevriende troepen ging.
Vier Canadese soldaten verloren het leven bij de aanval en acht anderen raakten gewond. Zowel de Canadezen en Amerikanen stelden een onderzoekscommissie in. Zij wisselden onderling ook informatie uit. De Canadese commissie oordeelde dat de Amerikaanse piloten zich niet aan bestaande procedures hadden gehouden en de oorzaak waren van het incident.
Voor de Amerikaanse commissie lieten vijf piloten weten dat majoor Schmidt niet onredelijk zou hebben gehandeld. Een van de onderwerpen die aan bod kwam voor de onderzoekscommissie was het gebruik van amfetaminen tijdens de vlucht. Schmidt en Umbach vertelden in het verhoor dat hun superieuren dat hadden aanbevolen. Verder kwam de kwaliteit van de communicatie tussen de verschillende coalitietroepen ter sprake.
De Amerikanen bevonden majoor Schmidt uiteindelijk in juli 2004 schuldig aan plichtsverzuim. Hij kreeg een boete van $ 5.700 en een reprimande. Majoor Umbach ontving een reprimande vanwege falend leiderschap en kreeg toestemming met pensioen te gaan.
Voor Canada waren dit de eerste doden in de Oorlog in Afghanistan en het grootste aantal slachtoffers dat door vriendelijk vuur viel sinds de Koreaanse Oorlog.